# Chorwacja na Mistrzostwach Świata w Lekkoatletyce 2011
Chorwacja na Mistrzostwach Świata w Lekkoatletyce 2011 była reprezentowana przez 6 zawodników – 3 kobiety i 3 mężczyzn. Chorwacki Związek Lekkoatletyczny ostateczny skład reprezentacji ogłosił 5 sierpnia 2011 roku w Zagrzebiu, niespełna tydzień po zakończeniu mistrzostw kraju, które były jednymi z ostatnich zawodów, na jakich chorwaccy lekkoatleci mogli uzyskać kwalifikację na mistrzostwa świata.

## Wyniki reprezentantów Chorwacji

### Mężczyźni

#### Konkurencje techniczne
| Konkurencja  | Zawodnik       | Eliminacje | Eliminacje | Finał    | Finał   |
| Konkurencja  | Zawodnik       | Rezultat   | Pozycja    | Rezultat | Pozycja |
| ------------ | -------------- | ---------- | ---------- | -------- | ------- |
| Rzut dyskiem | Martin Marić   | 60,61 m    | 26         |          |         |
| Rzut dyskiem | Roland Varga   | 59,09 m    | 30         |          |         |
| Rzut młotem  | András Haklits | 70,93 m    | 25         |          |         |

### Kobiety

#### Konkurencje biegowe
| Konkurencja                | Zawodniczka            | Runda 1  | Runda 1 | Runda 2  | Runda 2 | Półfinał | Półfinał | Finał    | Finał   |
| Konkurencja                | Zawodniczka            | Rezultat | Pozycja | Rezultat | Pozycja | Rezultat | Pozycja  | Rezultat | Pozycja |
| -------------------------- | ---------------------- | -------- | ------- | -------- | ------- | -------- | -------- | -------- | ------- |
| Bieg na 400 m przez płotki | Nikolina Horvat        |          |         | 56,60    | 23 q    | 57,02    | 22       |          |         |
| Maraton                    | Lisa Christina Stublić |          |         |          |         |          |          | 2:36:41  | 27      |

#### Konkurencje techniczne
| Konkurencja | Zawodniczka   | Eliminacje | Eliminacje | Finał       | Finał   |
| Konkurencja | Zawodniczka   | Rezultat   | Pozycja    | Rezultat    | Pozycja |
| ----------- | ------------- | ---------- | ---------- | ----------- | ------- |
| Skok wzwyż  | Blanka Vlašić | 1,95 m     | 1 Q        | 2,03 m (SB) | 2       |